# Semla-Riff
Das Semla-Riff ist ein 1,5 km langes Felsenriff vor der Südküste Südgeorgiens. Es liegt auf der Südseite der Einfahrt zur Queen Maud Bay.
Der South Georgia Survey kartierte es während seiner von 1951 bis 1957 dauernden Vermessungskampagne. Das UK Antarctic Place-Names Committee benannte das Riff 1958 nach dem Walfangschiff Semla der South Georgia Whaling Company in Leith Harbour.